# Stenosphenus protensus
Stenosphenus protensus är en skalbaggsart som beskrevs av Bates 1880. Stenosphenus protensus ingår i släktet Stenosphenus och familjen långhorningar.
Artens utbredningsområde är:
- El Salvador.
- Guatemala.

Inga underarter finns listade i Catalogue of Life.